# Metopilio spinulatus
Espèce
Synonymes
- Leptobunus spinulatus Banks, 1898

Metopilio spinulatus est une espèce d'opilions eupnois de la famille des Globipedidae.

## Distribution
Cette espèce est endémique du Mexique. Elle se rencontre dans les États de Nayarit, de Jalisco, de Guanajuato, de Michoacán et de Mexico.

## Description
L'holotype mesure 11 mm.

## Systématique et taxinomie
Cette espèce a été décrite sous le protonyme Leptobunus spinulatus par Banks en 1898. Elle est placée dans le genre Hadrobunus par Roewer en 1923, dans le genre Diguetinus par Goodnight et Goodnight en 1942 puis dans le genre Metopilio par Cokendolpher en 1985.

## Publication originale
- Banks, 1898 : « Some Mexican Phalangida. » Journal of the New York Entomological Society, vol. 6, no 3, p. 181–182 (texte intégral).